# フレデリック・タウンゼント・ウォード

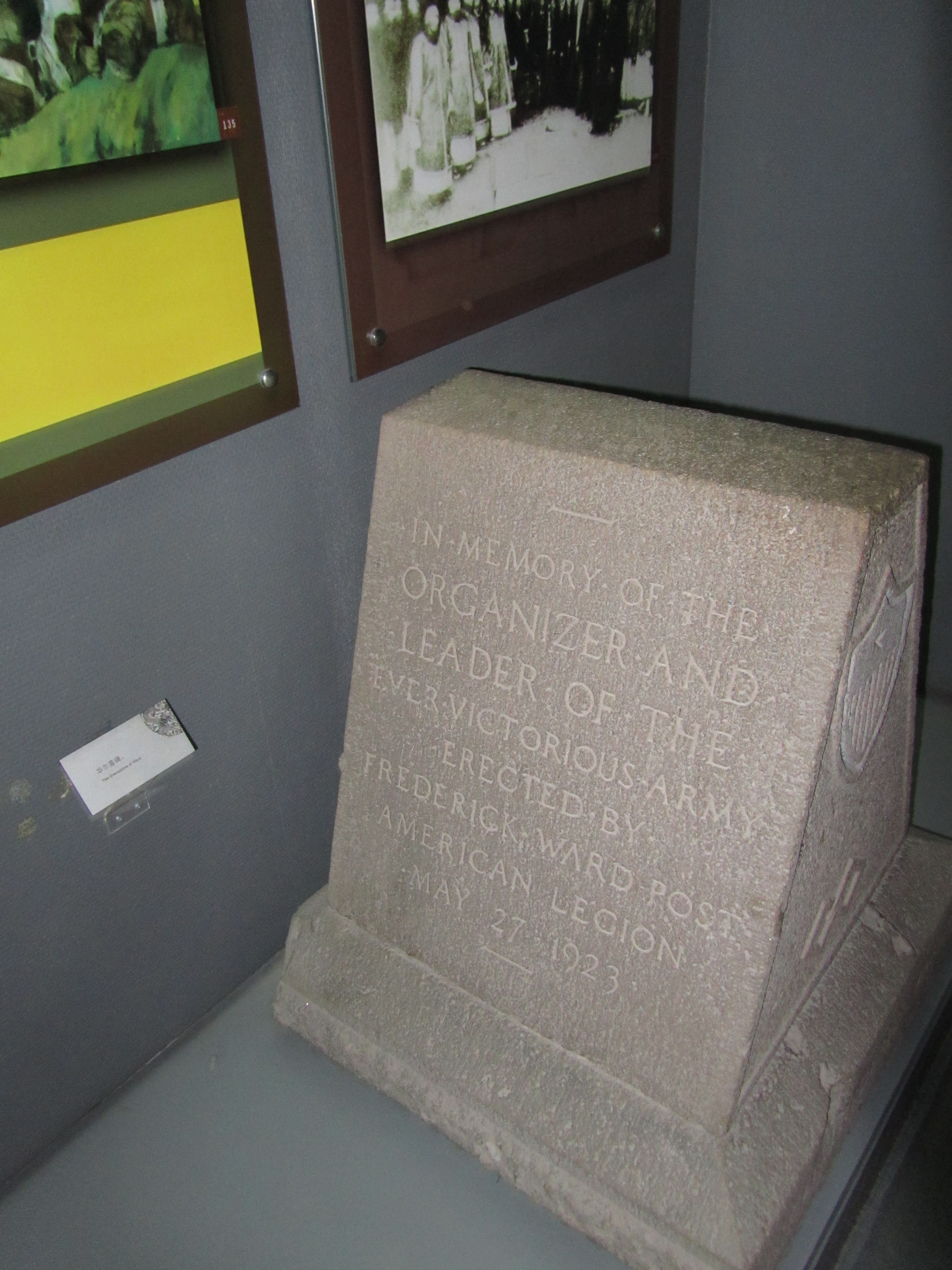
瞻園・太平天国歴史博物館にある墓石

フレデリック・タウンゼント・ウォード（Frederick Townsend Ward ,1831年11月29日 - 1862年9月21日）は、アメリカ人の船員、軍人。中国名は華爾。19世紀半ばに勃発した太平天国の乱に際して常勝軍を組織したが、その戦いの中で戦死した。

## 生涯・人物
1831年、アメリカ合衆国のマサチューセッツ州で生まれた。太平天国の乱による中国国内の混乱が続く中、1860年、上海商人の要請を受けて外国人船員による洋槍隊を組織した。これが常勝軍の起源となる。この際の軍隊は解散したが、その後中国人を中心として軍を再編成し、戦いを継続させた。しかし、1862年に慈渓の戦いで戦死した。彼の死後、常勝軍はアメリカ人のヘンリー・バージェヴィンによって率いられることになった。